# Herman Bisschop

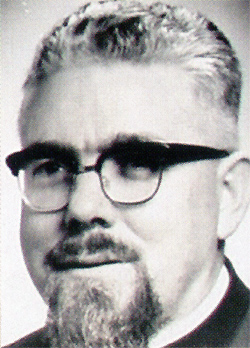
Herman Bisschop

Herman Bisschop  S.C.I. (Zwolle, 19 oktober 1919 – Banalia (Kongo), 25 november 1964), sinds zijn wijding 'pater Wenceslas' genoemd, was een Nederlands missionaris van de Priesters van het Heilig Hart. Hij werd priester gewijd op 19 maart 1947 en kwam aan in Kongo in 1947 waar hij als missionaris in Banalia aan de slag ging. Hij werd op 25 november in Banalia vermoord door de Simba's. De hulp van de Belgische para's kwam te laat.
Begin november 1964 werden alle blanken van de regio Banalia naar het hospitaal van Banalia overgebracht. Op 3 november begon een groep Simba's hen lastig te vallen. Ze moesten hasj roken, wat ze weigeren. 's Anderendaags werden ze geslagen en met de dood bedreigd. Om de anderen te redden begon pater Bisschop dan hasj te roken. Hij werd er ziek van en moest de hele nacht overgeven. Hij kreeg hartproblemen en werd door zusters-medegevangenen verzorgd. Op 25 november, daags na de landing van de parachutisten, arriveerde een vrachtwagen met woedende Simba's uit Stanleystad. Zij begonnen de gevangenen een voor een te vermoorden. Pater Bisschop werd uit het hospitaal gehaald en naar de brug over de rivier Aruwimi gebracht. Hij moest zijn schoenen en zijn soutane uitdoen. Hij vroeg nog wat tijd om te bidden maar dat werd geweigerd. Hij werd meteen doodgeschoten en in de rivier geworpen. Ook een doktersfamilie – de dokter, zijn vrouw en drie kinderen – werden met speren gedood. De drie Belgische zusters (Nera Planquette, Hilda Tanghe, Julia Vandendriessche) moesten zich uitkleden, werden verkracht en daarna met lansen gedood. Ook hun lichamen verdwenen in de Aruwimi. Bij hun aankomst in Banalia vonden de militairen slechts twee zusterskleren, een soutane en bloedsporen.